# Division d'Honneur 1945-46
La Primera División de Bélgica 1945/46 fue la 43.ª temporada de la máxima competición futbolística en Bélgica.

## Tabla de posiciones
| Pos | Equipo                         | PJ | PG | PE | PP | GF  | GC | Pts | DG  | Notas                    |
| --- | ------------------------------ | -- | -- | -- | -- | --- | -- | --- | --- | ------------------------ |
| 1   | KV Mechelen                    | 36 | 25 | 5  | 6  | 108 | 41 | 55  | +67 |                          |
| 2   | Royal Antwerp FC               | 36 | 21 | 7  | 8  | 96  | 44 | 49  | +52 |                          |
| 3   | R.S.C. Anderlecht              | 36 | 20 | 6  | 10 | 94  | 69 | 46  | +25 |                          |
| 4   | Racing Club Bruxelles          | 36 | 17 | 8  | 11 | 71  | 53 | 42  | +18 |                          |
| 5   | White Star Woluwé F.C.         | 36 | 16 | 7  | 13 | 76  | 73 | 39  | +3  |                          |
| 6   | R.F.C. de Liège                | 36 | 14 | 10 | 12 | 81  | 66 | 38  | +15 |                          |
| 7   | K Berchem Sport                | 36 | 15 | 8  | 13 | 87  | 81 | 38  | +6  |                          |
| 8   | Royale Union Saint-Gilloise    | 36 | 15 | 7  | 14 | 69  | 71 | 37  | -2  |                          |
| 9   | Eendracht Aalst                | 36 | 12 | 12 | 12 | 65  | 80 | 36  | -15 |                          |
| 10  | K.A.A. Gent                    | 36 | 16 | 4  | 16 | 67  | 66 | 36  | -1  |                          |
| 11  | K Boom FC                      | 36 | 12 | 10 | 14 | 64  | 71 | 34  | -7  |                          |
| 12  | CS La Forestoise               | 36 | 13 | 6  | 17 | 66  | 70 | 32  | -4  |                          |
| 13  | K Saint-Nicolas SK             | 36 | 13 | 6  | 17 | 47  | 67 | 32  | -20 |                          |
| 14  | Standard Liège                 | 36 | 14 | 4  | 18 | 77  | 94 | 32  | -17 |                          |
| 15  | Lierse S.K.                    | 36 | 12 | 7  | 17 | 75  | 97 | 31  | -22 |                          |
| 16  | Beerschot                      | 36 | 12 | 7  | 17 | 56  | 80 | 31  | -14 |                          |
| 17  | R.O.C. de Charleroi-Marchienne | 36 | 11 | 8  | 17 | 52  | 73 | 30  | -21 |                          |
| 18  | Tilleur FC                     | 36 | 10 | 8  | 18 | 35  | 53 | 28  | -18 | Descenso a la Division I |
| 19  | Cercle Brugge K.S.V.           | 36 | 7  | 4  | 25 | 55  | 92 | 18  | -37 | Descenso a la Division I |

PJ = Partidos jugados; PG = Partidos ganados; PE = Partidos empatados; PP = Partidos perdidos; GF = Goles a favor; GC = Goles en contra; Pts = Puntos; DG = Diferencia de goles